# Pfeiffera paranganiensis
Pfeiffera paranganiensis ist eine Pflanzenart aus der Gattung Lepismium in der Familie der Kakteengewächse (Cactaceae). Das Artepitheton paranganiensis verweist auf das Vorkommen der Art auf der Hazienda „Parangani“ in Bolivien.

## Beschreibung
Pfeiffera paranganiensis wächst epiphytisch oder lithophytisch, ist strauchig und dicht verzweigt und wird im Laufe der Zeit hängend. Die drei- bis fünfkantigen, 2 bis 4 Meter langen Triebsegmente weisen Durchmesser von bis zu 1 Zentimeter auf und bilden keine Luftwurzeln aus. Die Areolen tragen ein bis drei kurze  Borsten. Die aus ihnen entspringende zwei bis vier weißlichen Dornen sind bis zu 6 Millimeter lang.
Die radförmigen, cremeweißen bis gelblichen Blüten erscheinen in Büscheln an den Triebspitzen. Sie sind bis zu 2 Zentimeter lang.

## Verbreitung, Systematik und Gefährdung
Pfeiffera paranganiensis ist in den bolivianischen Departamentos La Paz und Cochabamba in den Yungas-Wäldern in Höhenlagen von 2200 bis 3000 Metern verbreitet.
Die Erstbeschreibung als Acanthorhipsalis paranganiensis erfolgte 1952 durch Martín Cárdenas. Paul V. Heath stellte Art 1994 in die Gattung Pfeiffera. Weitere nomenklatorische Synonyme sind Rhipsalis paranganiensis (Cárdenas) Kimnach (1983), Lepismium paranganiense (Cárdenas) Barthlott (1987), Nothorhipsalis paranganiensis (Cárdenas) Doweld (2001) und Bolivihanburya paranganiensis (Cárdenas) Guiggi (2016).
In der Roten Liste gefährdeter Arten der IUCN wird die Art als „Least Concern (LC)“, d. h. als nicht gefährdet geführt.

## Nachweise